# 대야미역
대야미역(大夜味驛, Daeyami station)은 경기도 군포시 대야미동에 있는 수도권 전철 4호선의 전철역이다. 이 역과 수리산역 사이에 교-교(교류간) 절연 구간이 있다. 역명은 지역에 1정보(町步) 크기의 논이 있는데서 한배미, 큰배미 또는 대야미리로 불린 지역명에서 유래되었다.

## 역사
- 1988년 10월 25일 : 안산선 개통과 함께 영업 개시[2]
- 1993년 1월 15일 : 과천선 개통과 함께 안산선과 직결 운행 개시
- 1994년 4월 1일 : 남태령역까지 연장 개통과 함께 서울 지하철 4호선과 직결 운행 개시

## 역 구조
2면 2선의 상대식 승강장을 가진 선하역사로 이루어져 있다. 원래는 쌍섬식 승강장으로 계획되었으나 양쪽 승강장 외측에 마련되어 있었던 대피선 노반 자리에 엘리베이터가 설치되어 사실상 상대식 승강장으로 운용되고 있다. 스크린도어가 설치되어 있다.

### 승강장
| ↑ 수리산 |
| \| ２    |
| 반월 ↓   |

| 1 | ● 수도권 전철 4호선 | 산본 · 금정 · 사당 · 서울 · 한성대입구 · 상계 · 불암산 방면 |
| 2 | ● 수도권 전철 4호선 | 상록수 · 안산 · 오이도 방면                                 |

## 역 주변
- 군포시보건소
- 대야동 행정복지센터
- 대야초등학교
- 둔대초등학교
- 반월저수지
- 월광사
- 군포 대야미 도서관
- 대야미 센트럴 아이파크 아파트
- E-편한세상 아파트

## 승차량 변동
| 역 노선 | 승차 인원 | 승차 인원 | 승차 인원 | 승차 인원 | 승차 인원 | 승차 인원 | 승차 인원 | 승차 인원 | 승차 인원 | 승차 인원 | 승차 인원 | 승차 인원 | 승차 인원 | 승차 인원 | 승차 인원 | 승차 인원 | 승차 인원 | 승차 인원 | 승차 인원 | 승차 인원 | 승차 인원 | 승차 인원 | 승차 인원 | 주 석 |
| 역 노선 | 2000년    | 2001년    | 2002년    | 2003년    | 2004년    | 2005년    | 2006년    | 2007년    | 2008년    | 2009년    | 2010년    | 2011년    | 2012년    | 2013년    | 2014년    | 2015년    | 2016년    | 2017년    | 2018년    | 2019년    | 2020년    | 2021년    | 2022년    | 주 석 |
| ------- | --------- | --------- | --------- | --------- | --------- | --------- | --------- | --------- | --------- | --------- | --------- | --------- | --------- | --------- | --------- | --------- | --------- | --------- | --------- | --------- | --------- | --------- | --------- | ----- |
| 4호선   | 1911      | 2376      | 2275      | 4128      | 9804      | 7770      | 9072      | 9296      | 9856      | 9877      | 9792      | 9639      | 6885      | 7735      | 8736      | 9744      | 4115      | 4163      | 4439      | 4809      | 4147      | 4212      | 4600      | [ 3 ] |

## 인접한 역
| 안산선                 | 안산선                   | 안산선               |
| ---------------------- | ------------------------ | -------------------- |
| 446 수리산 불암산 방면 | ● 수도권 전철 4호선 완행 | 448 반월 오이도 방면 |

## 사진

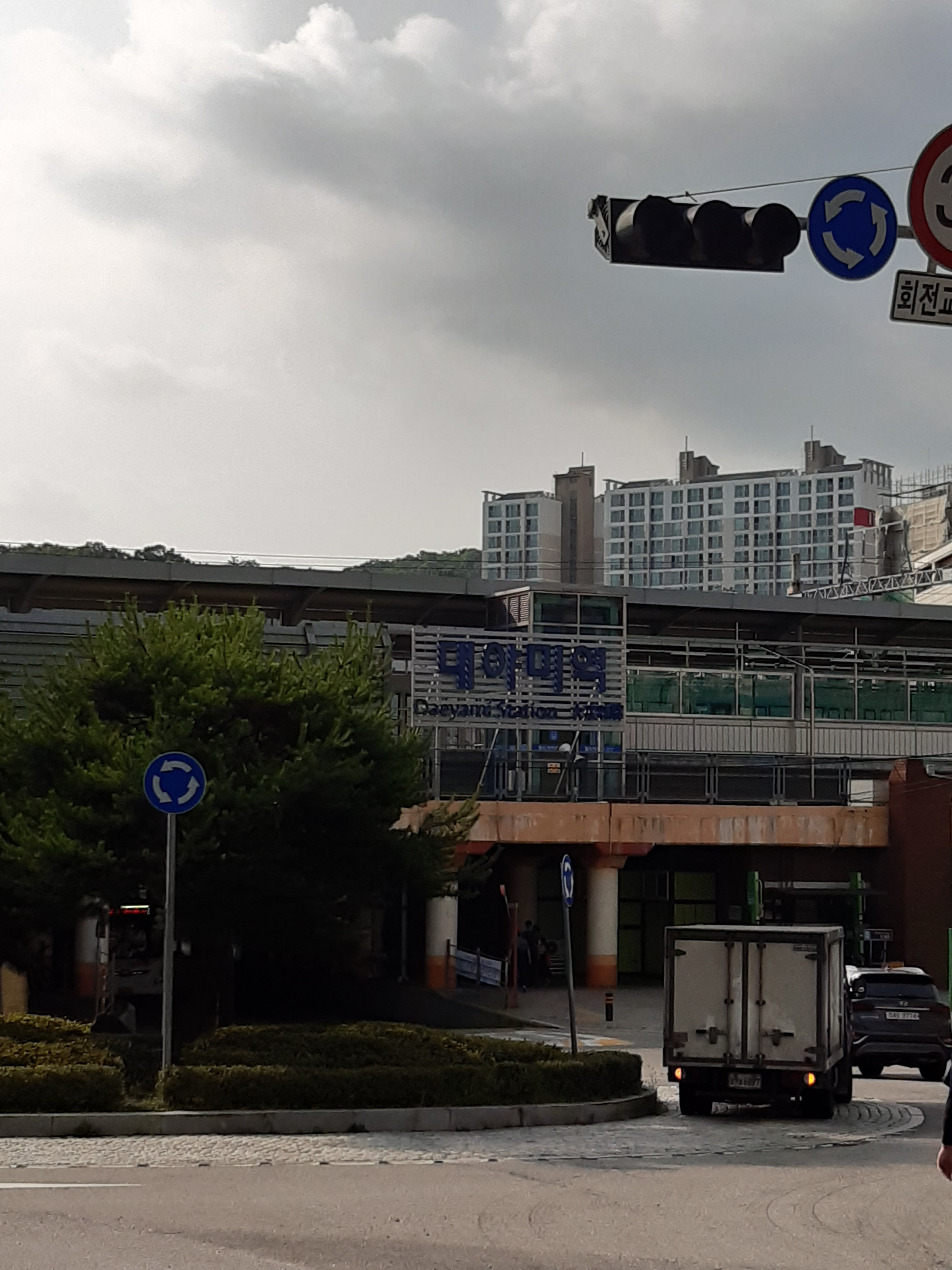
역사 전경